# Grumman F4F Wildcat
„Груман F4F Уаилдкат“ (на английски: Grumman F4F Wildcat) е модел американски изтребители, произвеждан през 1940 – 1945 година и използван до 1945 година.